# Jaroslav Ledvina
Jaroslav Ledvina (18. dubna 1922 – 16. ledna 1989) byl významný brněnský architekt, známý především jako vůdčí osobnost vývoje školských budov v Československé republice, a to od mateřských škol až po vysoké, kde jako generální projektant VUT vedl vytvoření generelu rozmístění vysokých škol, kolejí a menz. Mezi jeho další významné stavby patří například Hotel International nebo VUT na Palackého vrchu v Brně.

## Život
Narodil se roku 1922 v Brně, jeho otec byl důstojníkem a proto v dětství vyrůstal několik let v Hranicích, jakož i Bratislavě, odkud se v jeho dvanácti letech vrátili do Brna. Zde studoval klasické gymnázium, v rámci nějž strávil určitou dobu na studijním pobytu ve Francii. Po převzetí moci nacisty se uzavřely vysoké školy, proto nastoupil na střední odbornou školu, kde si udělal nástavbu jak stavební, tak i strojní. V rámci totálního nasazení byl povolán do Drážďan, kde přežil onen známý kobercový nálet, který je srovnal se zemí. Po znovuotevření vysokých škol nastoupil na Brněnskou techniku na obor architektura a pozemní stavby, v té době mu bylo 23 let, absolvoval studijní pobyt ve Skandinávii a po šesti letech studia odpromoval.
V rámci studia se prokázal být schopným architektem a již ve 33 letech navrhl jednu z nejmodernějších školských budov v zemi - střední všeobecně vzdělávací a knihovnickou střední školu na Koněvově ulici, dnes známou jako Gymnázium Vídeňská. Od té doby navrhoval jednu školu za druhou, jednalo se o školy mateřské, základní, střední a později i vysoké. A to v rámci Stavoprojektu - konstrukční skupiny 02, která se zabývala výzkumem školských budov, a později útvaru generálního projektanta VUT, který vedl a pod nímž vznikl generel vysokých škol v Brně.

## Dílo
Pouze obtížně jde shrnout veškeré dílo Jaroslava Ledviny, vzhledem k tomu, že se nedochoval soupis jeho děl. V povědomí však zůstávají Generel a několik pavilonů Brněnské ZOO, areál VUT na palackého vrchu, hotel International, pavilon nemocnice u Sv. Anny, část Veterinární univerzity, několik vil v Masarykově čtvrti a mnoho školských budov po České republice, potažmo Evropě. Na většině děl spolupracoval se svými přáteli - Konrádem Babrajem, Sylvou Lacinovou a Bohumírem Matalem, jejichž umělecká díla jsou často spojeny s jeho architekturou. Soudobá tvář mnoha děl často nerespektuje původní záměry a v rámci úspory peněz se liniová okna dozdila sloupky a budovy ztratily svoji modernistickou podobu, zateplení a změna barev také změnily původní vzhled.
K dílu Jaroslava Ledviny dále patří:
- Mateřská škola, Brno - Chodská (1953)
- Základní devítiletá škola, Újezd u Valašských Klobouk (1954)
- Střední všeobecně vzdělávací škola a střední knihovnická škola, Brno Koněvova (1954) - Gymnázium Vídeňská
- Střední průmyslová škola, Žďár nad Sázavou (1956)
- Základní devítiletá škola, Dolní Loučky (1956)
- Základní devítiletá škola, Brno - Černá pole (1957) - ZŠ Janouškova
- Základní devítiletá škola, Viničné Šumice (1958)
- Základní devítiletá škola, Benešov (1958)
- Základní devítiletá škola, Mělčany  (1958)
- Hotel International (1958, spolupracovali Vilém Kuba a Vítězslav Unzeitig)
- Základní devítiletá škola, Brno - Botanická (1958) - Sportovní gymnázium Ludvíka Daňka
- Základní devítiletá škola, Brno - Bakalovo nábřeží (1959)
- Základní devítiletá škola, Bílovice nad Svitavou (1960)
- Základní devítiletá škola, Brno - Úvoz (1960) - ZŠ Úvoz
- Mateřská škola, Brno - Úvoz (1960)
- Základní devítiletá škola, Brno - Merhautova (1961) - ZŠ a MŠ Merhautova
- Mateřská škola, Brno - Černopolní (1962)
- Základní devítiletá škola, Znojmo - sídliště Pražská (1964) - ZŠ a MŠ Pražská
- Základní devítiletá škola, Brno - Kohoutova ulice (1967) - Univerzitní MŠ Hrášek
- Základní devítiletá škola, Klobouky u Brna (1967)
- Základní devítiletá škola, Brno - Štýřice, ul. Horní (1968) - ZŠ Horní
- Základní devítiletá škola, Brno - Řečkovice objekt 1 (1968) - ZŠ Horáckého náměstí
- Základní devítiletá škola, Brno - Řečkovice objekt 2 (1968) - ZŠ Novoměstská
- Mateřská škola, Brno - Řečkovice jih (1968)
- Mateřská škola, Brno - Řečkovice jih (1968, spolupracoval Karel Pomazal)
- Mateřská škola a jesle, Brno 1 - Řečkovice (1968, spolupracoval Karel Pomazal)
- Mateřská škola a jesle, Brno 2 - Řečkovice (1968, spolupracoval Karel Pomazal)
- Nemocnice u sv. Anny v Brně, pavilon, rok - neznámý